# Estación de Monceau
La estación de Monceau es una estación de la línea 2 del metro de París situada en el límite de los distritos VIII y  XVII, al oeste de la capital. 

## Historia
Fue inaugurada el 7 de octubre de 1902 dentro de la primera ampliación de la línea 2 hacia el oeste.
Situada cerca del parque Monceau debe su nombre al antiguo pueblo de Monceau.

## Descripción
Se compone de dos vías y de dos andenes laterales de 75 metros.
Está diseñada en bóveda elíptica revestida completamente de los clásicos azulejos blancos biselados.
Su iluminación ha sido renovada empleando el modelo vagues (olas) con estructuras casi adheridas a la bóveda que sobrevuelan ambos andenes proyectando la luz en varias direcciones.
La señalización por su parte usa la moderna tipografía Parisine donde el nombre de la estación aparece en letras blancas sobre un panel metálico de color azul.
Por último, los asientos de la estación son individualizados y de tipo Motte.

## Accesos
La estación dispone de un único acceso con edículo Guimard situado en la plaza de la República Dominicana.